# Ramlibacter tataouinensis
Espèce
Ramlibacter tataouinensis est une bêtaprotéobactérie chimiotrophe et lithotrophe à Gram négatif et à taux de GC très élevé appartenant à l'ordre des Burkholderiales. Elle a été découverte dans les fragments d'une météorite trouvée dans le sable aux environs de Tataouine, en Tunisie. Adaptée aux conditions de vie du désert, elle peut exister sous forme bâtonnet lorsque les conditions le permettent, ou sous forme de cyste dans la journée pour résister à l'aridité et aux températures élevées. Le cyste la protège efficacement contre la dessiccation, et son taux de GC de 70,0 % — le plus élevé mesuré chez des bêtaprotéobactéries — contribue sans doute à la rendre résistante à la chaleur en raison des liaisons hydrogène plus forte au sein d'une paire de bases Guanine–Cytosine qu'entre une paire de bases Adénine–Thymine.
Une particularité de cette bactérie est qu'elle possède pas moins de six gènes codant des protéines sensibles à la lumière, ce qu'on rencontre habituellement chez les organismes phototrophes : deux gènes codent des protéines détectant la lumière rouge et infrarouge tandis que quatre gènes codent des protéines détectant la lumière bleue. Ces protéines permettraient à la bactérie de distinguer le jour et la nuit, et d'adapter sa physiologie et son métabolisme en conséquence, par exemple en tirant parti de la condensation de la rosée pendant la nuit, seul moment où l'eau peut être absorbée alors que, le reste du temps, la cellule doit avant tout se protéger contre la dessiccation.
Ramlibacter tataouinensis est également dotée d'une machinerie enzymatique destinée à la protéger des dérivés réactifs de l'oxygène. L'anion radicalaire superoxyde O2• –, particulièrement nocif, est converti en oxygène et peroxyde d'hydrogène par deux formes de superoxyde dismutase, l'une située dans le cytoplasme et l'autre dans le périplasme :
2 O2• – + 2 H3O+  {\displaystyle \rightleftharpoons }  O2 + H2O2 + 2 H2O.
Elle possède également deux formes de désoxyribodipyrimidine photolyase et une conserved hypothetical protein (CHP) intervenant sans doute dans la réparation de l'ADN. Enfin, elle possède des gènes codant la biosynthèse de caroténoïdes, qui sont des antioxydants bien connus.